# إكو (مارفل كومكس)
إكو هي بطلة خارقة في مارفل كومكس من ابتكار جو كيسادا وديفيد دبليو. ماك،ظهرت الشخصية لأول مرة في ديسمبر 1999.